# Boehmeria sieboldiana
Boehmeria sieboldiana är en nässelväxtart som beskrevs av Carl Ludwig von Blume. Boehmeria sieboldiana ingår i släktet Boehmeria och familjen nässelväxter. Utöver nominatformen finns också underarten B. s. fuzhouensis.